# Serince, Sincik
Serince là một xã thuộc huyện Sincik, tỉnh Adıyaman, Thổ Nhĩ Kỳ. Dân số thời điểm năm 2011 là 373 người.